# Schwarzbeck Mess-Elektronik

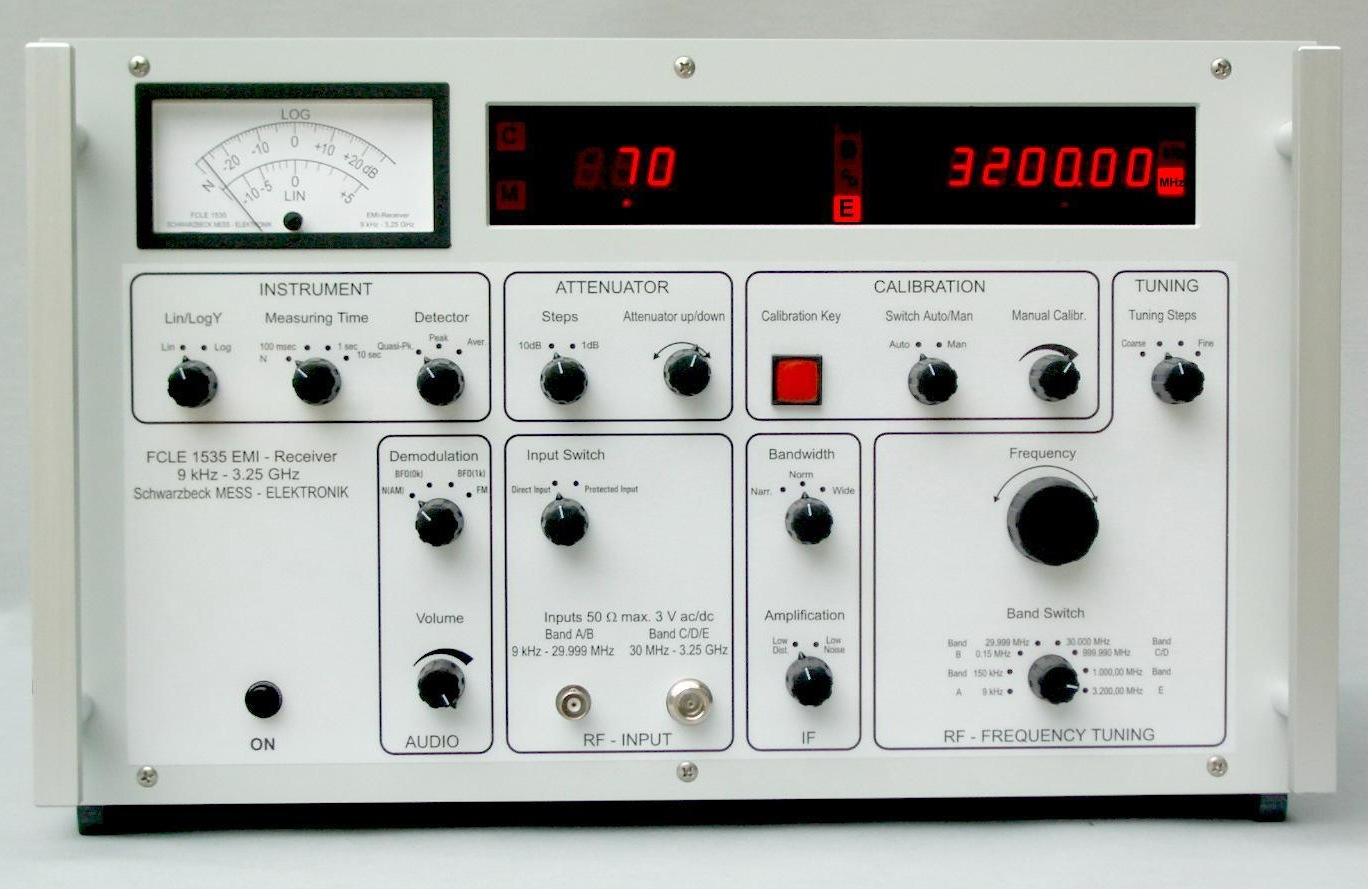
EMV-Prüfgerät von der Schwarzbeck Mess-Elektronik

Die Firma Dipl.-Ing. Günter Schwarzbeck, Mess-Elektronik e.Kfm, auch Schwarzbeck Mess-Elektronik, wurde von Günter Schwarzbeck im Jahre 1953 gegründet.
Die Schwarzbeck Mess-Elektronik ist ein international tätiger Messelektronik-Hersteller. Ihren Stammsitz hat die Firma in Schönau-Altneudorf, in der Nähe von Heidelberg, Deutschland. Der Tätigkeitsschwerpunkt liegt bei der Entwicklung, Herstellung und dem Vertrieb von Produkten und Leistungen rund um die EMV-Messtechnik.
Zu den Produkten gehören Funkstörmessempfänger, Kalibrierimpulsgeneratoren, Antennen, Netznachbildungen, Nahfeldsonden, Helmholtzspulen, Lampennachbildungen und Messzangen.
Schwarzbeck gilt in Europa und vor allem in Deutschland als Vorreiter bei der Entwicklung und Herstellung von Funkstörmessempfängern und Kalibrierimpulsgeneratoren. Der Funkstörmessempfänger wurde von Schwarzbeck in den 50er Jahren zusammen mit dem VDE entwickelt. Es darf heute kein Elektrogerät auf den Markt gebracht werden, dessen EMV-Eigenschaften nicht messtechnisch überprüft wurden.
Kalibrierimpulsgeneratoren erzeugen extrem steil ansteigende Nanosekundenimpulse höchster Spannungen, die nach Fouriertransformation in den Frequenzbereich ein breites Spektrum haben. Man benutzt diese, um Messempfänger zu kalibrieren.
Die Firma war an einem internationalen Ringvergleich zur Kalibrierung von Präzisions-Messdipolen beteiligt und ist in verschiedenen Normungsgremien aktiv.
Günter Schwarzbeck war Funkamateur (DL1BU) und jahrelang technischer Referent des DARC sowie Dozent an der Technischen Akademie Esslingen. Zahlreiche Fachliteratur ist unter seinem Namen erschienen. Im Jahr 1995 erhielt er den Rudolf-Horkheimer-Preis. Er verstarb am 2. April 2008 im Alter von 80 Jahren in Schönau.